# Xalitla
Xalitla es una localidad del estado mexicano de Guerrero. Es parte del municipio de Tepecoacuilco de Trujano.

## Toponimia
El nombre «Xalitla» proviene de los términos en náhuatl: xalli, arena; tlan, lugar de abundancia. Su significado es «arenal» o «lugar donde abunda la arena».

## Demografía
| Gráfica de evolución demográfica |
|                                  |

| Censo | Población |
| ----- | --------- |
| 1900  | 485       |
| 1910  | 387       |
| 1921  | 420       |
| 1930  | 442       |
| 1940  | 531       |
| 1950  | 561       |
| 1960  | 809       |
| 1970  | 1036      |
| 1980  | 1323      |
| 1990  | 1434      |
| 2000  | 1188      |
| 2010  | 1350      |
| 2020  | 1501      |